# Malaysische Badmintonmeisterschaft 1972
Die Malaysische Badmintonmeisterschaft 1972 fand Mitte Dezember 1972 in Penang statt. Es war die dritte Austragung der nationalen Titelkämpfe von Malaysia im Badminton. 

## Finalresultate
| Disziplin    | Sieger                   | Finalist                           | Ergebnis   |
| ------------ | ------------------------ | ---------------------------------- | ---------- |
| Herreneinzel | Moo Foot Lian            | Dominic Soong                      |            |
| Dameneinzel  | Sylvia Ng                | Rosalind Singha Ang                |            |
| Herrendoppel | Tan Yee Khan Teh Kew San | Ong Ghee Choo Leow Bin Cheen       | 15–7, 15–1 |
| Damendoppel  | Sylvia Tan Yap Hei Lin   | Rosalind Singha Ang Teoh Siew Yong | 15–6, 15–9 |